# Caquistocracia
Caquistocracia ou kakistocracia é o sistema de governo onde os líderes são os piores, menos qualificados e/ou mais inescrupulosos cidadãos. O uso da palavra remonta à primeira metade do século XVII.

## Antecedentes
Também foi usado pelo autor inglês Thomas Love Peacock [en] em 1829, mas ganhou uso significativo nas primeiras décadas do século XX para criticar os governos populistas emergentes em diferentes democracias ao redor do mundo.

## Etimologia
A palavra deriva de duas palavras gregas: kákistos (κάκιστος "pior") e krátos (κράτος "governo"), com um significado literal de governo por parte das piores pessoas.

## História
O primeiro uso da palavra data do século XVII, no sermão de Paul Gosnold A sermon Preached at the Publique Fast the ninth day of Aug. 1644 at St. Maries: 
 "Portanto, não precisamos fazer nenhum escrúpulo de oração contra tais: contra aqueles Incendiários Santimoniais, que pegaram fogo do céu para incendiar o seu País, fingiram que a Religião levantava e mantinha uma rebelião muito perversa: contra aqueles Neros, que rasgaram a mulher da mãe que os deu à luz, e feriram os seios que os chuparam: contra aqueles Canibais que se alimentam da carne e estão embriagados com o barulho dos seus próprios irmãos: contra os Catilinos que procuram os seus fins privados na perturbação pública, e que incendiaram o Reino para lhes descongelar os ovos: contra as tempestades do Estado, contra os espíritos de resguardo, que já não podem viver, e que depois são picados com uma perpétua comichão de mudança e inovação, transformando a nossa velha Hierarquia num novo Presbitério, e isto novamente numa nova Independência; e a nossa bem temperada Monarquia num louco parente de Caquistocracia. Santo Deus!" 
 O autor inglês Thomas Love Peacock usou mais tarde o termo em seu romance de 1829 The Misfortunes of Elphin, no qual ele explica que a caquistocracia representa o oposto de aristocracia, pois áristos (ἄριστος) significa "excelente" em grego. O senador americano William Harper comparou a caquistocracia à anarquia em Memoir on Slavery de 1838 (que ele apoiou), e disse que isso raramente tinha ocorrido:
 A anarquia não é tanto a ausência de governo, mas o governo do pior — não da aristocracia, mas da caquistocracia — um estado de coisas que, para honra da nossa natureza, raramente foi obtido entre os homens, e que talvez só tenha sido plenamente exemplificado durante os piores momentos da Revolução Francesa, quando aquele inferno horrendo ardeu com a sua mais horrível chama. Em tal estado de coisas, ser acusado é ser condenado — proteger os inocentes é ser culpado; e o que talvez seja o pior efeito, mesmo homens de melhor natureza, a quem seus próprios atos são abomináveis, são levados pelo terror a seguir em frente e emulam em atos de culpa e violência. 
 O poeta americano James Russell Lowell usou o termo em 1877, em uma carta a Joel Benton, escrevendo: "O que me enche de dúvida e consternação é a degradação do tom moral. É ou não é um resultado da Democracia? É o nosso 'governo do povo pelo povo para o povo', ou é antes uma Caquistocracia, em prol dos cavaleiros à custa dos tolos?".

## Uso
O uso da palavra era raro no início do século XX, mas recuperou popularidade em 1981, com críticas ao governo Reagan. Desde então, tem sido empregado para descrever negativamente vários governos ao redor do mundo.
A palavra voltou a ser usada durante a campanha presidencial americana de 2016, particularmente por adversários e críticos do candidato presidencial republicano Donald Trump. Em maio de 2016, o acadêmico e blogueiro Amro Ali argumentou que caquistocracia era uma palavra que precisava ser ressuscitada. Mais tarde, Salon daria crédito ao blogue de Ali por ter iniciado uma conversa mais ampla sobre o termo. Em agosto de 2016, Dan Leger do jornal The Chronicle Herald sugeriu que uma vitória de Trump nas eleições presidenciais americanas exigiria o uso renovado do termo "caquistocracia". Desde a vitória de Trump nas eleições presidenciais, a palavra tem sido usada para descrever a administração pelos críticos dessa em várias ocasiões. Em 29 de junho de 2017, Merriam-Webster relatou que as buscas pela palavra em seu dicionário online haviam atingido um pico histórico naquele dia. O The Washington Post relatou sobre o uso da palavra tornar-se viral para descrever a administração Trump em 13 de abril de 2018.
Em junho de 2020, um artigo escrito por um professor universitário para o jornal Le Monde Diplomatique Brasil usou o termo para se referir aos governos de Donald Trump e Jair Bolsonaro. Em 2021 Um editorial no Bulletin of the Ecological Society of America [en] também considerou que o governo Jair Bolsonaro se trataria de uma caquistocracia.